# Château de Fukui (Fukui)
Ne pas confondre avec le château de Fukui à Osaka.
Le château de Fukui (福井城, Fukui-jō) est un château de plaine situé à Fukui, préfecture de Fukui au Japon.

## Histoire
Yūki Hideyasu construisit le château de Fukui en 1606 après avoir reçu le territoire de Kitanosho des mains de Tokugawa Ieyasu qu'il avait aidé à la bataille de Sekigahara. Hideyasu construisit le château au nord de l'ancien château de Kitanosho. Matsudaira Tadamasa, son successeur, le nomma château de Fukui lorsqu'il devint daimyo de Kitanosho en 1624. Le nom vient de celui d'un puits appelé Fukunoi, ou « puits de la bonne chance » dont on peut encore voir les restes aujourd'hui. Le tenshu, ou donjon, du château fut détruit par un incendie en 1669. Ce qui restait du château continua à être utilisé jusqu'à la restauration de Meiji, quand tous les bâtiments furent démolis, ne laissant que les murs de pierres et le palais. Celui-ci fut rasé par les bombardements américains en 1945, à la fin de la Seconde Guerre mondiale. Le château est à présent en ruines et les bâtiments de la préfecture occupent son emplacement, bien que le palace a été reconstruit en 1993.

## Galerie

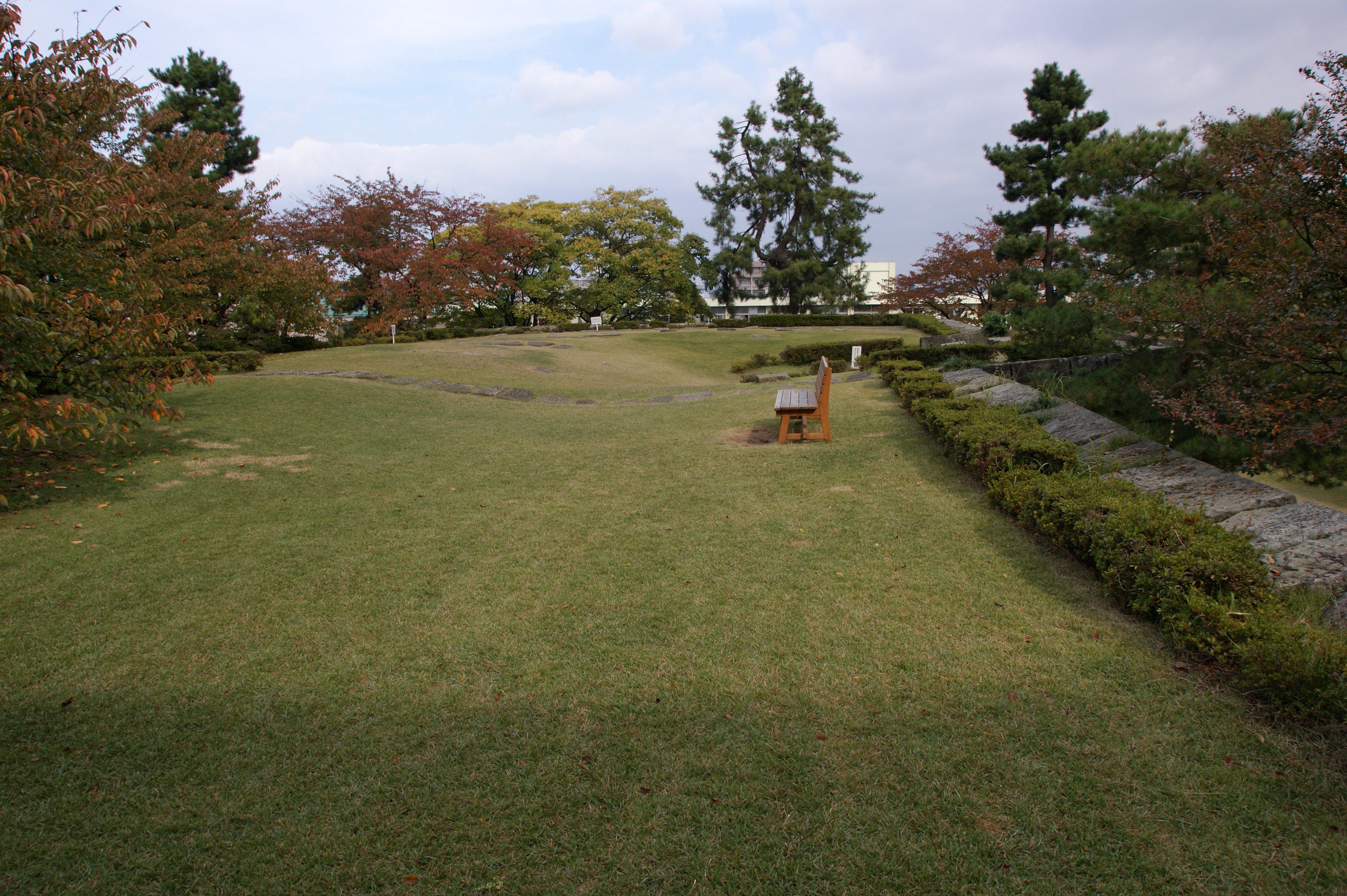
Emplacement de l'ancien château.
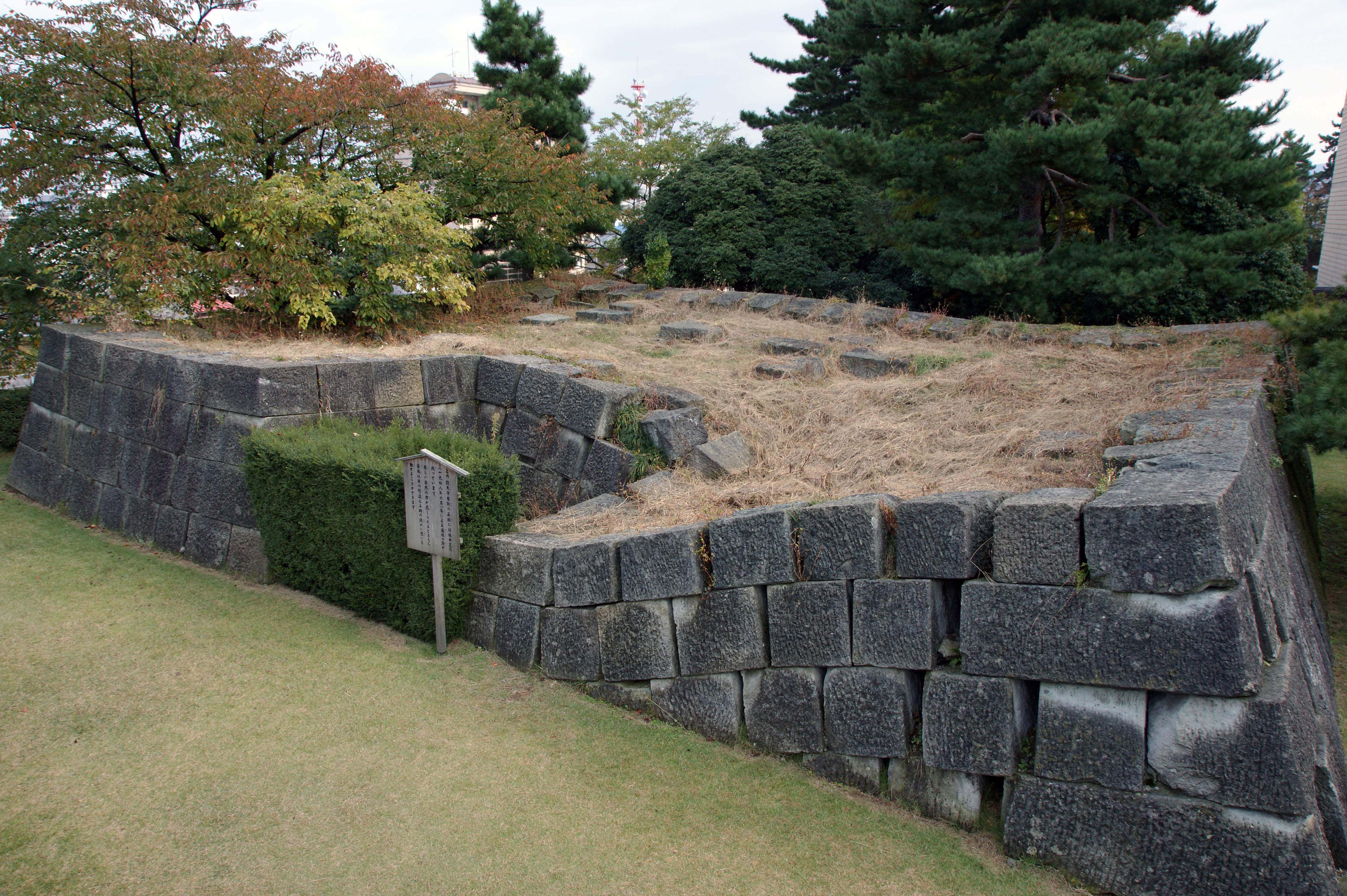
Restes de la base du donjon.
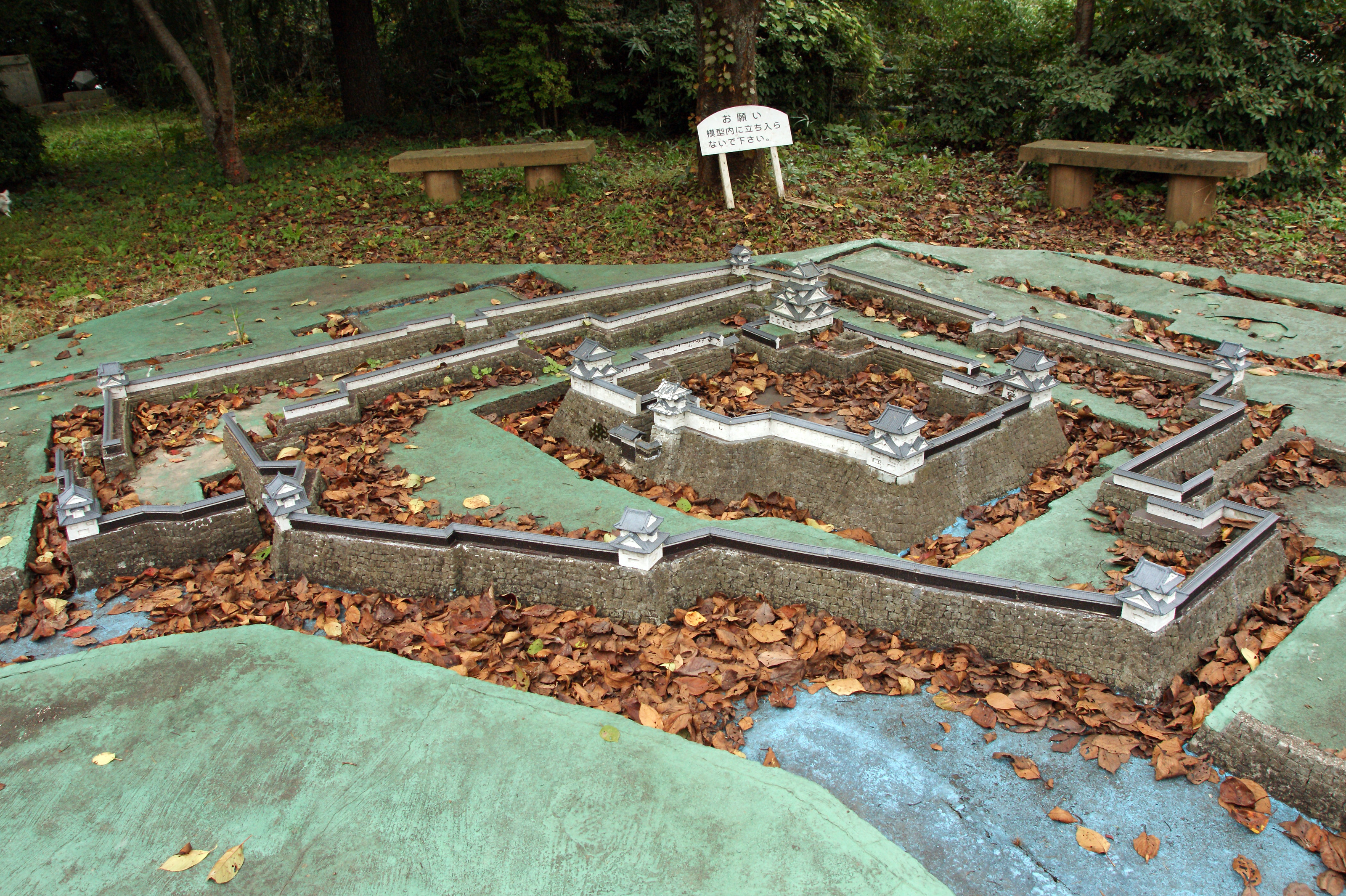
Maquette du château.
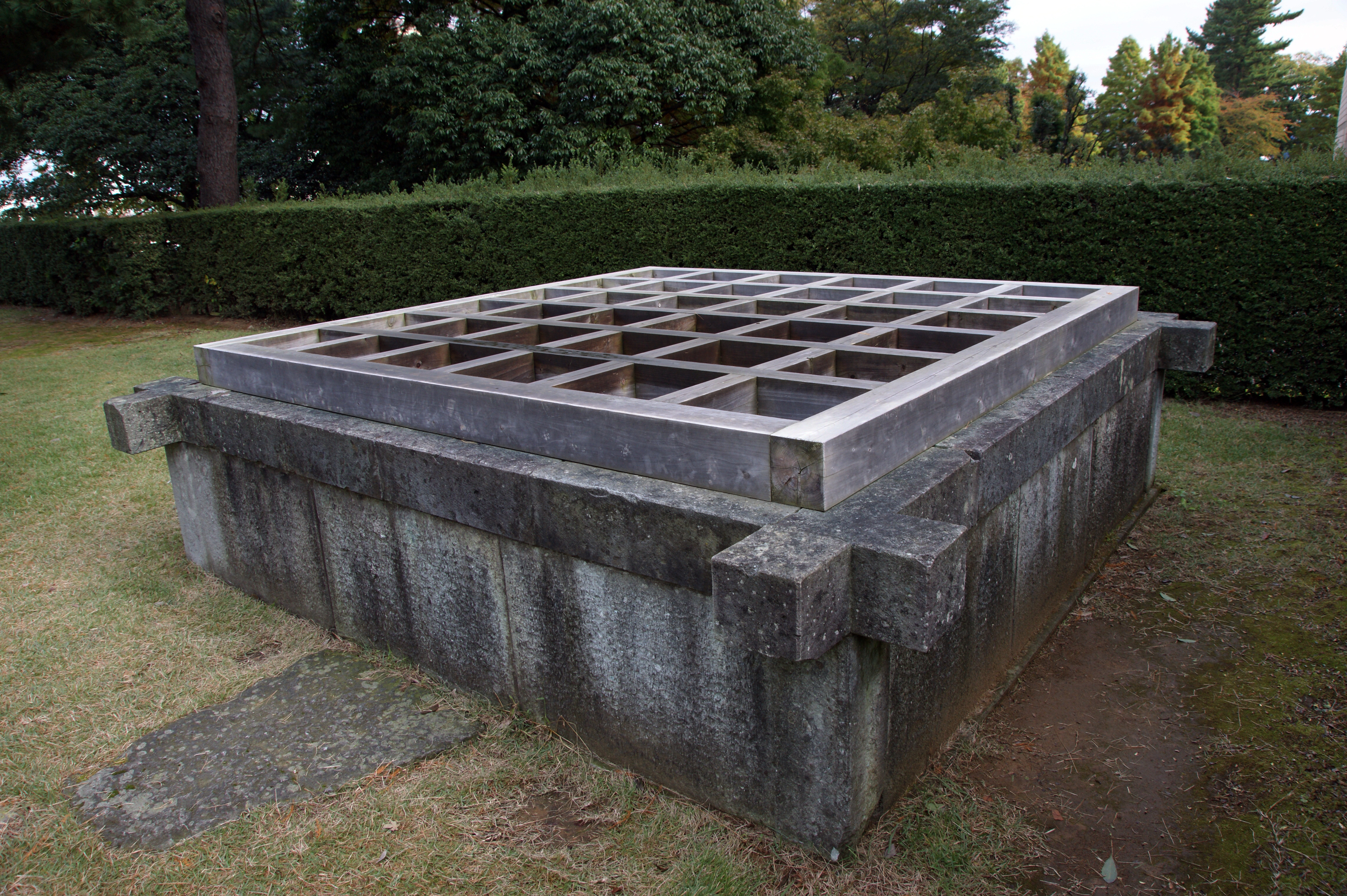
L'ancien « puits de bonne chance ».